# Щербинівка (Конотопський район)
Щерби́нівка — село в Україні, в Путивльському районі Сумської області. Населення становить 159 осіб. До 2018 орган місцевого самоврядування — Волокитинська сільська рада.

## Географія
Село Щербинівка знаходиться на правому березі річки Клевень, вище за течією на відстані 1 км розташоване село Волокитине, нижче за течією на відстані 2 км розташоване село Антонівка (Конотопський район), на протилежному березі — село Яцине. Річка в цьому місці звивиста, утворює лимани, стариці і заболочені озера.

## Історія
12 червня 2020 року, відповідно до розпорядження Кабінету Міністрів України № 723-р «Про визначення адміністративних центрів та затвердження територій територіальних громад Сумської області», село увійшло до складу Путивльської міської громади.
19 липня 2020 року, в результаті адміністративно-територіальної реформи та ліквідації Путивльського району, увійшло до складу новоутвореного Конотопського району.

## Населення
Згідно з переписом УРСР 1989 року чисельність наявного населення села становила 221 особа, з яких 89 чоловіків та 132 жінки.
За переписом населення України 2001 року в селі мешкало 155 осіб.

### Мова
Розподіл населення за рідною мовою за даними перепису 2001 року:
| Мова       | Чисельність | Відсоток |
| ---------- | ----------- | -------- |
| українська | 147         | 92,45%   |
| російська  | 11          | 6,92%    |
| інші       | 1           | 0,63%    |
| Усього     | 159         | 100%     |

## Пам'ятки
- Курганний комплекс сіверян (колись тут було більше 300 курганів)